# Ȝ
Ȝ, ȝ (Yogh) litera alfabetu łacińskiego oznaczająca w języku średnioangielskim i średnioszkockim dźwięk j i polskie ł. Odpowiadała także niewymawianej literze G w takich wyrazach jak night (niȝht) – noc